# Râul Valea Zadelor
Râul Valea Zadelor este un curs de apă, afluent al râului Peleș. 

## Hărți
- Munții Bucegi  Arhivat în 28 mai 2008, la Wayback Machine.
- Harta Munții Bucegi
- Harta Munții Bucegi
- Harta județului Prahova